# Isla Walney
La isla de Walney (en inglés, Walney Island, también conocida como Isle of Walney) es la octava isla marina por tamaño de Inglaterra (Reino Unido).
La isla queda en el mar de Irlanda al oeste de la península de Furness en el noroeste de Inglaterra. Hasta 1974 tanto la isla como la península fueron una parte separada del condado de Lancashire pero ahora se incluyen en Cumbria, y la isla forma parte del borough de Barrow-in-Furness al que ha sido conectado por un puente (el puente Jubilee) desde 1908. Hasta que se construyó el puente, se usaba un ferry.
A pesar de no estar unida a la tierra principal por puente hasta 1908, hay hachas y cabezas de flecha que datan de la Edad del Bronce se han encontrado en Walney indicando que la gente ha vivido allí en la isla durante al menos tres mil años. 
El nombre Walney viene del nórdico antiguo valna ey, que significa "isla de los británicos". Este nombre puede que se lo dieran los colonos nórdicos que estaban presentes en la región durante la época vikinga. Una de las principales zonas de asentamiento, Biggar Village ha estado habitada desde al menos el siglo XI. Está mencionado en el Domesday Book como Hougenai, o "isla de Hougun" de la palabra en nórdico antiguo haugr que significa mote o colina.